# Catastrophe d'Aniche de 1900
 (mars 2022).
La catastrophe d'Aniche a coûté la vie à vingt-et-un ouvriers et fait onze blessés graves, conséquence d'une explosion d'environ 130 kg de dynamite le 28 novembre 1900 dans la fosse Fénelon à 500 mètres de profondeur,.
Trois fosses sont concernées par la catastrophe à cause des galeries communicantes. Outre la fosse Fénelon, l’exploitation concerne aussi la fosse La Renaissance et la fosse Saint-Louis.
L'enquête révélera qu'il s'agissait en réalité d'un dépôt illégal de 248 kilos de dynamite et de grisou tine B situé à 52 mètres de l’orifice du puits, près des vestiaires des mineurs et à 5 h 15 du matin lors d'un changement de poste. 
Dans le palmarès du nombre de victimes des 43 catastrophes et accidents dans le bassin minier du Nord-Pas-de-Calais, la catastrophe d'Aniche est classée à la huitième place à égalité avec la Fosse n° 7 - 7 bis des mines de Liévin.   

## Contexte
Aniche, déjà le 6 mars 1827 dans la matinée avait déploré une catastrophe à la fosse Saint-Hyacinthe de la Compagnie des mines d'Aniche, un foyer qu'on avait l'habitude d'entretenir a communiqué le feu aux échafaudages d'accès au puits de descente des ouvriers. La fumée se répandit en abondance à l'intérieur de la mine, elle asphyxia 46 ouvriers occupés dans les veines à l'extraction de la houille. Sept jeunes gens et deux pères de familles furent retirés morts,.
Les trois fosses communicantes Fosse Fénelon, Fosse La Renaissance et la fosse Saint-Louis sont peu grisouteuses mais de nombreux  mineurs y sont tués. Ainsi Gilles Pierrot meurt le 22 mai 1849 à Saint-Louis puis 12 mineurs dans les accidents mortels de la fosse Saint-Louis en avril et août 1863 puis de mars et juillet 1884. En décembre 1864 c'est à la Fosse Fénelon. À la fosse Saint-Louis, Jean-Baptiste Alruth, 45 ans, est pris entre deux tampons de wagons le 6 décembre 1864. Quatre accidents mortels se succèdent à la fosse Saint-Louis : un mort en janvier 1865, le 28 juin 1865 Ségard est tué et Delannoy blessé, un bloc se détache en janvier 1867 et fait un mort, un autre en août 1870. Les rapports d'accidents constatent tous la négligence ou l’imprudence de l'ouvrier jusqu'en 1898 date à laquelle la loi rend obligatoire la reconnaissance de responsabilité par la Compagnie dans tous les cas.
Depuis le début novembre 1900, d'importantes grèves se développent dans le bassin minier atteignant 12 000 grévistes. La grève démarre dans les mines de Dourges et s'étend aux mines de Courriéres, Liévin, Ostricourt, de Bruay, Carvin.
Un événement est très médiatisé, Paul Kruger; homme politique boer, président de la république sud-africaine du Transvaal arrive à Paris le 24 novembre. Il est reçu par le président de la République et visite l'Exposition universelle, et une partie de Paris ; sur tout le parcours du cortège, le peuple de Paris l'acclame. De retour à l'hôtel Scribe, il lui faut encore à plusieurs reprises se montrer à la foule insatiable. Le séjour triomphal de Krüger s'achève et il ne repartira de Paris que le 2 décembre. La presse parisienne passera sous silence la catastrophe d'Aniche ,. Seul le Petit Parisien relate l'événement.

Éditions du journal Le Petit Parisien
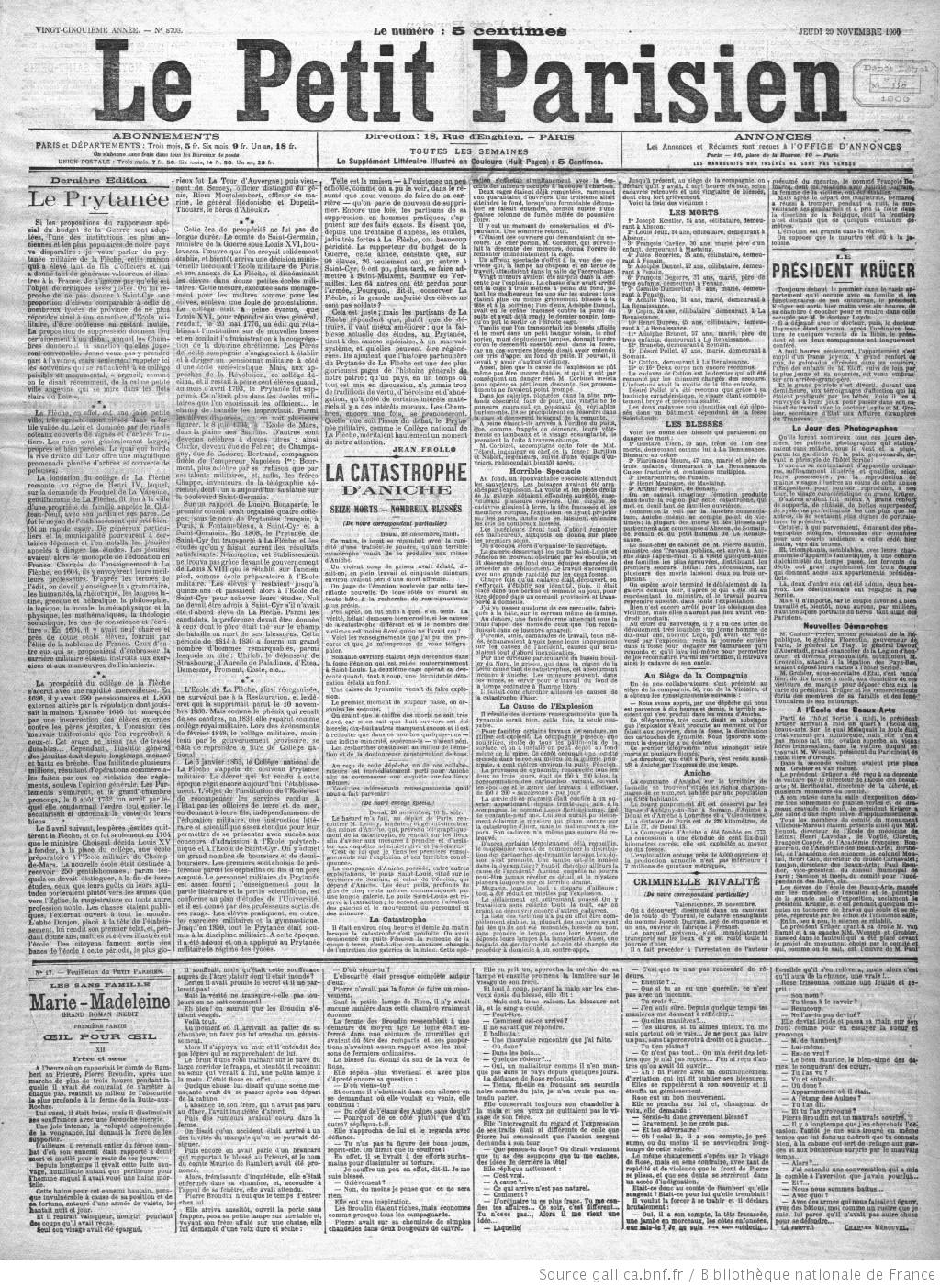
29 novembre 1900.
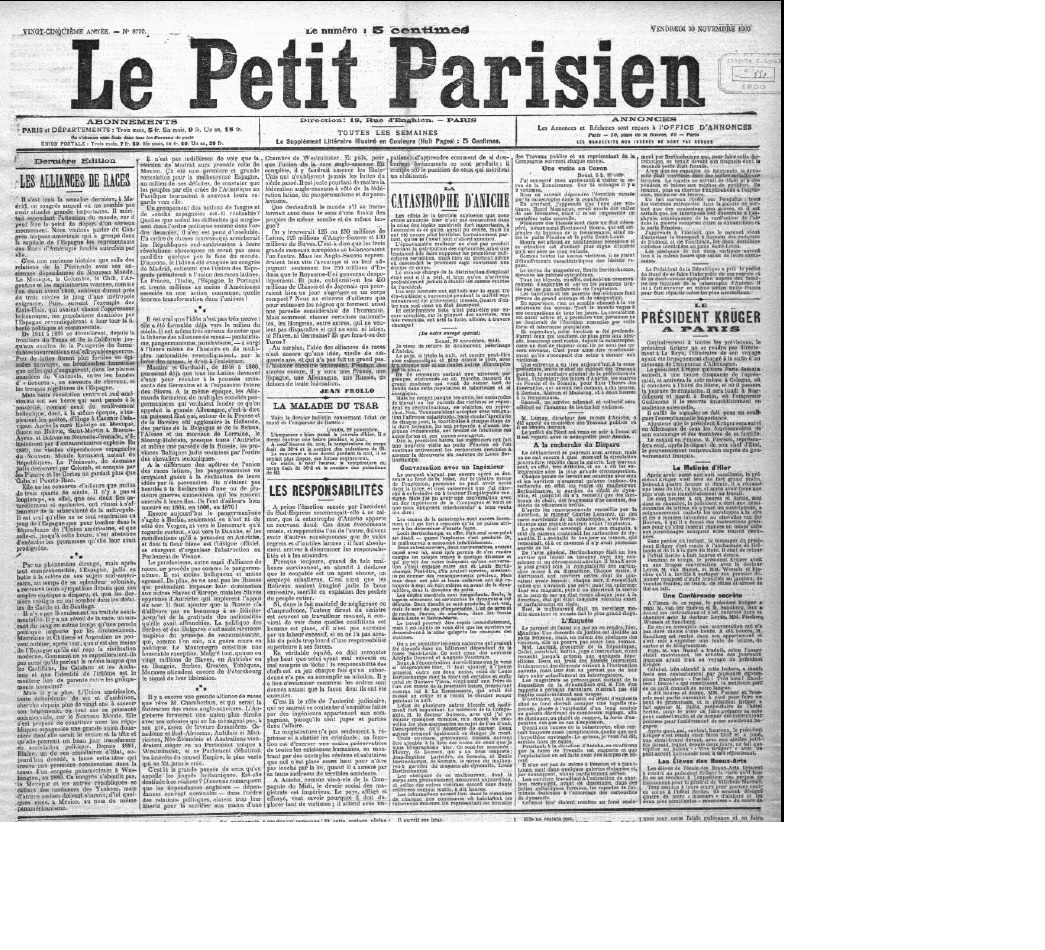
30 novembre 1900.
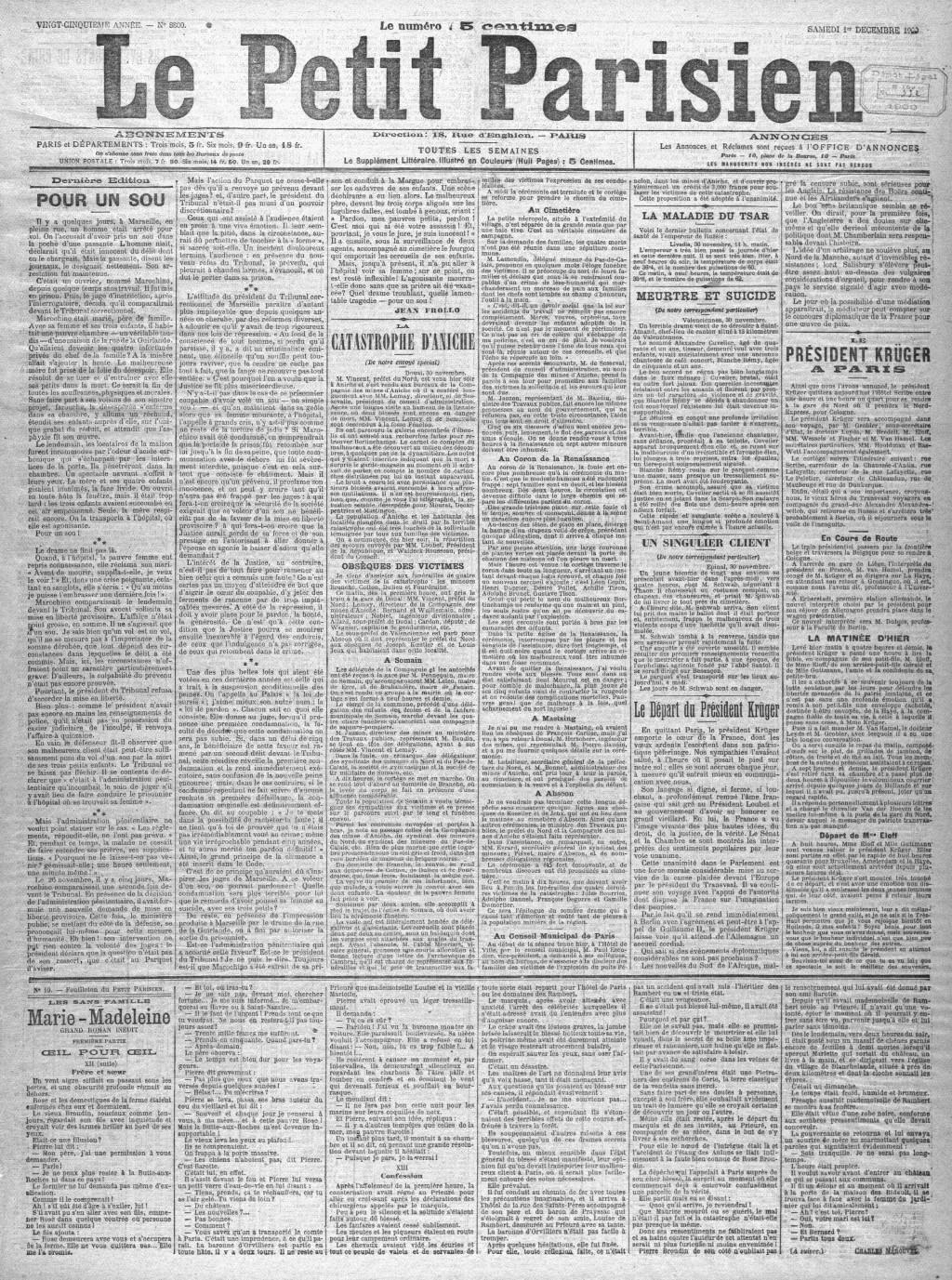
1er décembre 1900.
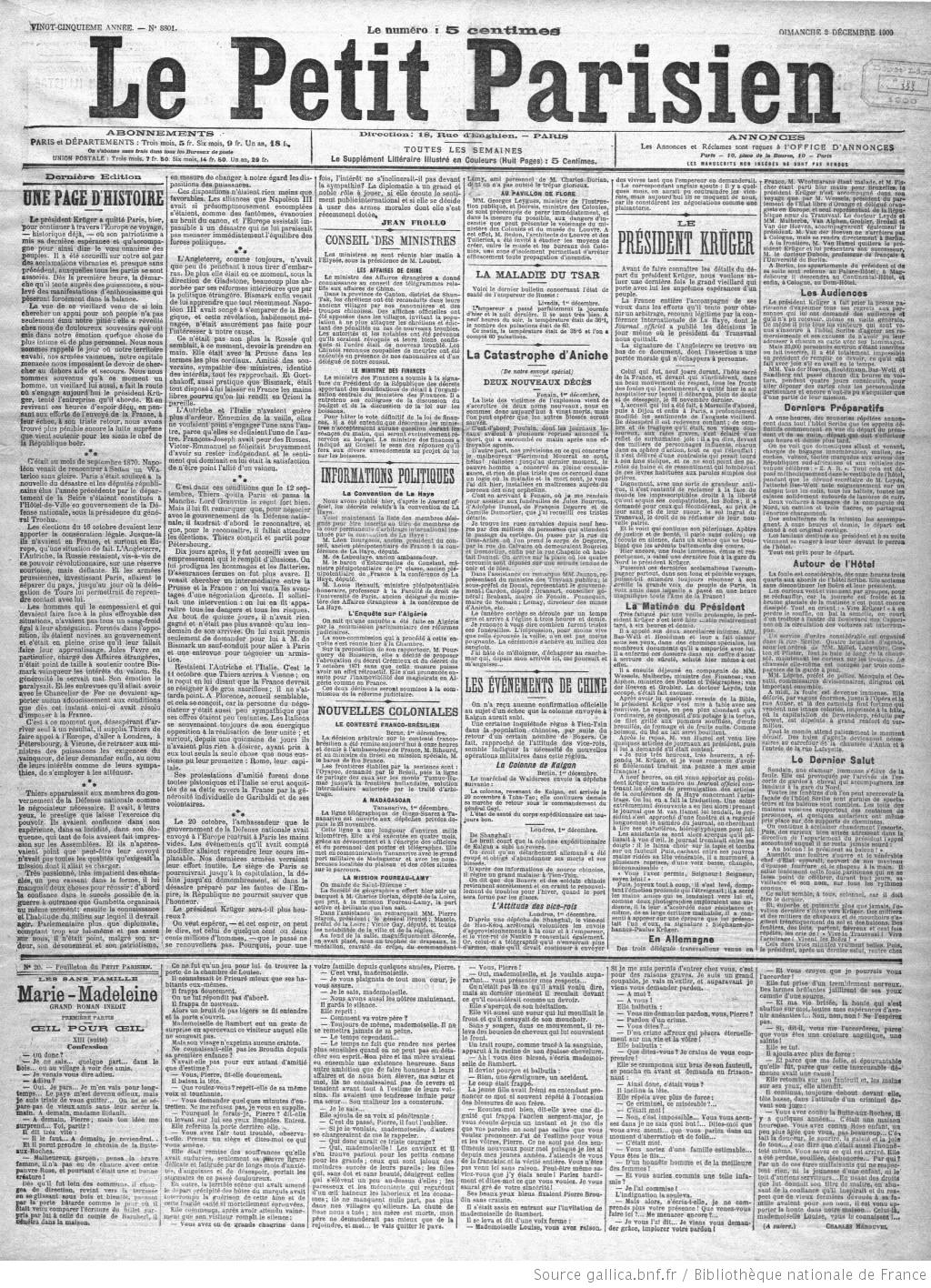
2 décembre 1900.

## La catastrophe

### La fosse Fénelon

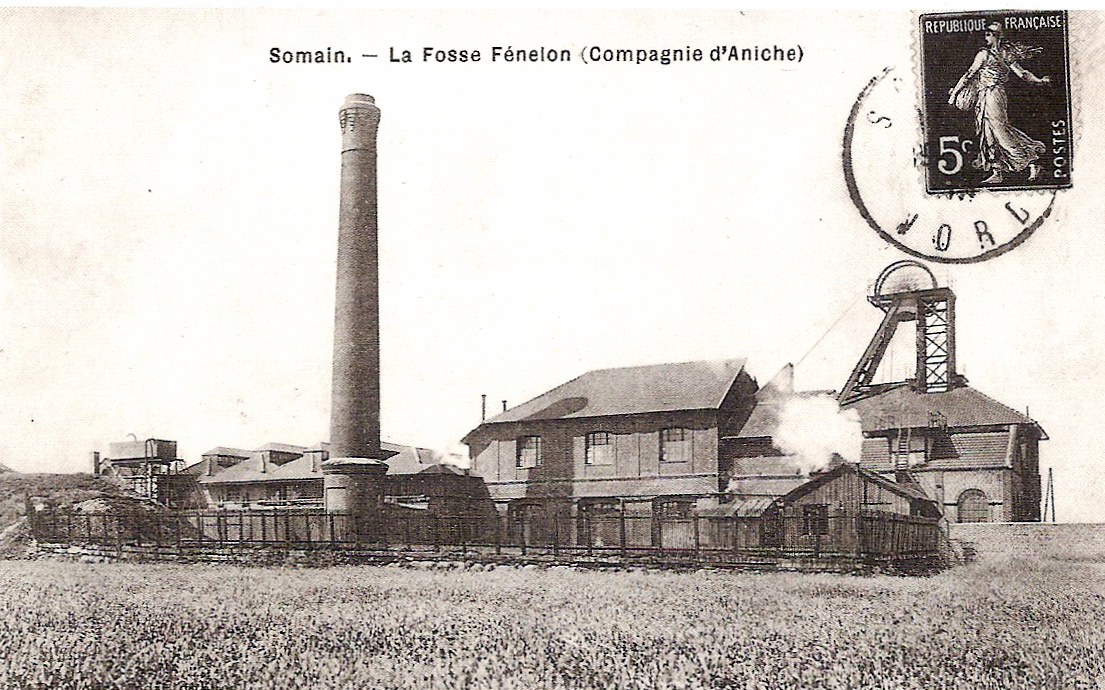
La fosse Fénelon à Aniche.

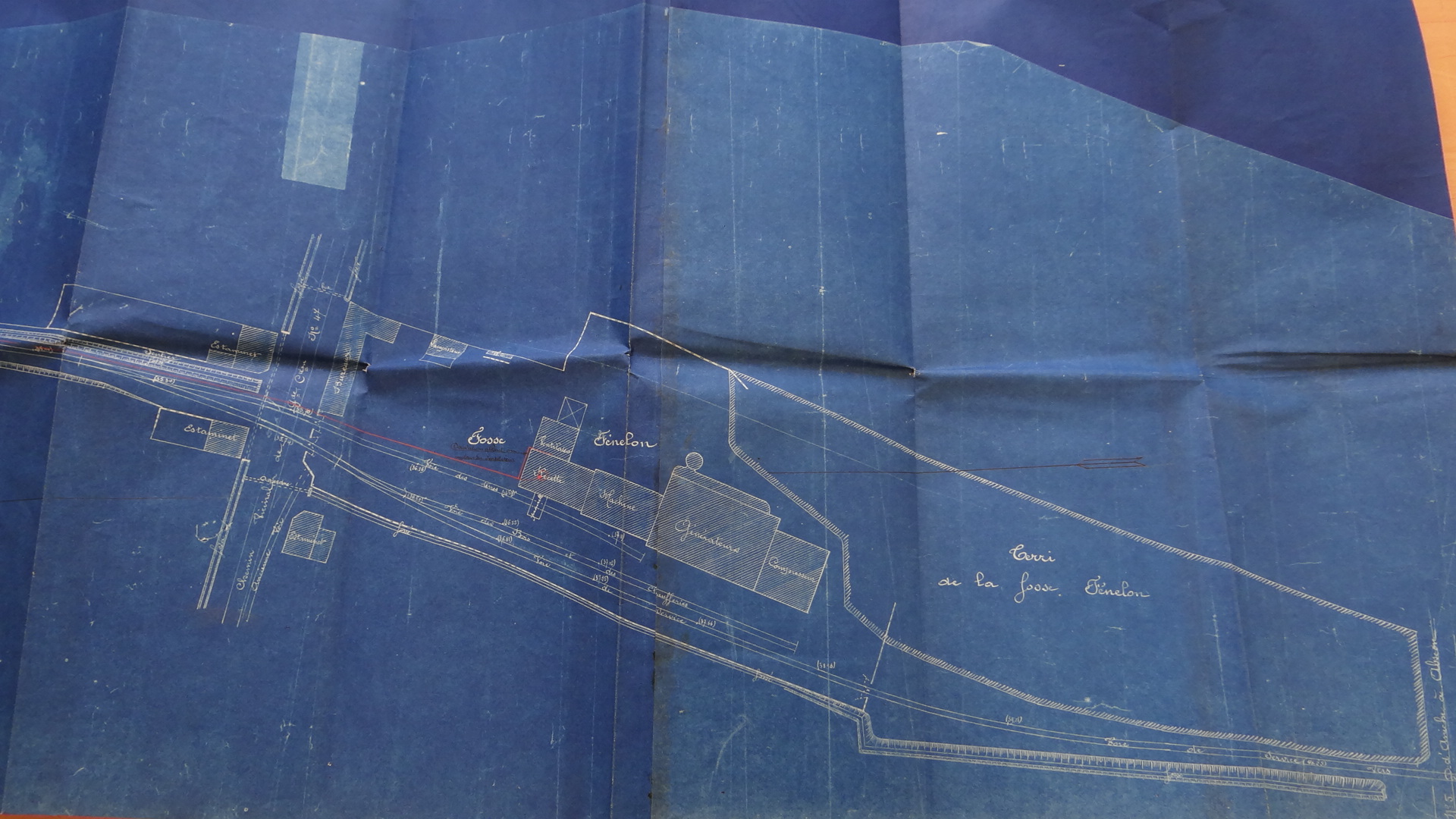
Compagnie des Mines d'Aniche - plan des fosses Fénelon, Renaissance et Saint-Louis.

La fosse Fénelon est située à trois kilomètres à l'est d'Aniche, limitrophe de Somain et d'Abscon.
Le fosse Fénelon cesse d'extraire en 1884, et dès lors, elle assure l'aérage et la circulation de personnel pour la fosse Saint-Louis, à l'instar de la fosse La Renaissance toute proche.

### L'accident

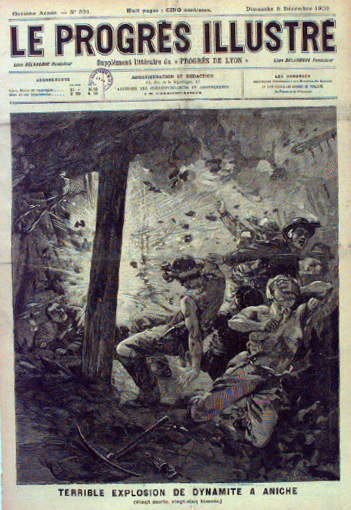
Terrible explosion de dynamite à Aniche (le progrès illustré, 2 décembre 1900).

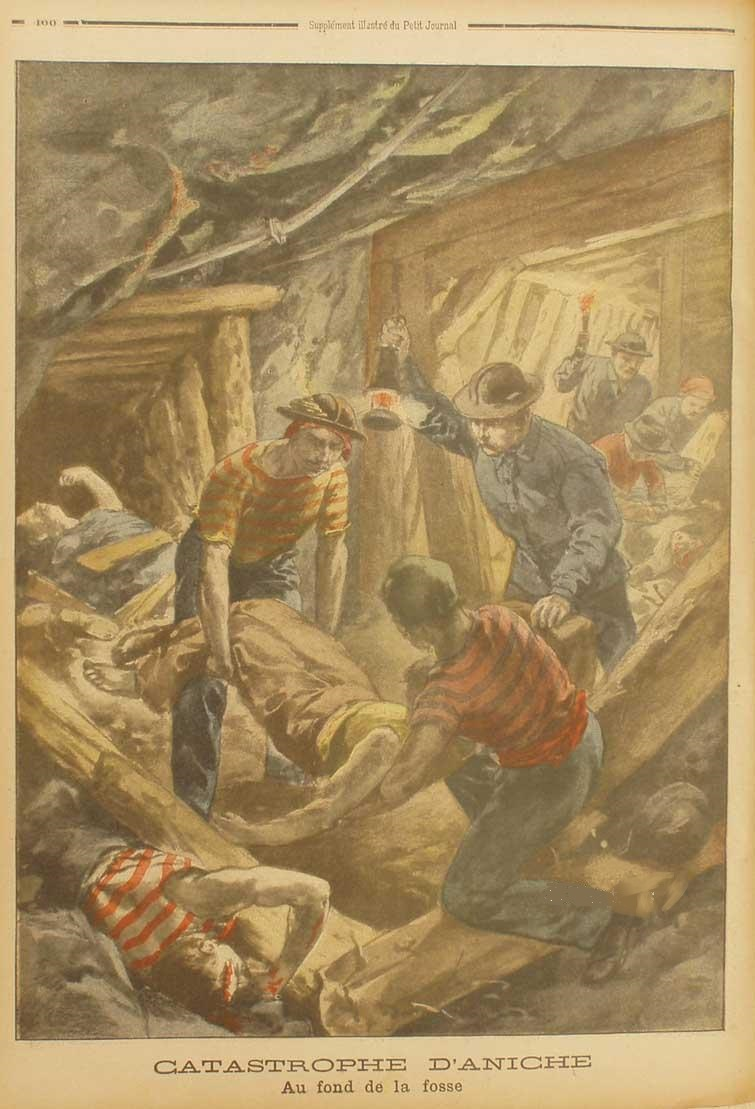
Catastrophe d'Aniche - au fond de la fosse.

À Aniche, le 28 novembre 1900, à 5 h 15, une explosion de dynamite s'est produite dans la fosse Fénelon, de la Compagnie des mines d'Aniche.
Soixante ouvriers étaient déjà descendus dans la fosse Fénelon qui est reliée souterrainement à Saint-Louis. La deuxième cage opérait sa descente quand, tout à coup, une formidable détonation éclata au fond.
À 500 mètres de profondeur et à 50 mètres de l'accrochage se trouve le magasin de dynamite qui contenait environ 150 à 200 kilos de cette matière. La distribution était faite par Louis Bertinchamps, 60 ans, magasinier. La mine n'ayant pas de grisou, seule la cause de l'explosion est retenue. Louis Bertinchamps a pu laisser tomber une cartouche de dynamite et, au moment où il voulait refermer la porte en fer du caveau, la cartouche, faisant résistance, aura éclaté. Les capsules (détonateur) nécessaires à la mise de feu étaient distribuées chaque jour : le magasin n'en contenait pas. Au moment de l'accident d'Aniche, le distributeur, Louis Bertinchamps, était accroupi à l'entrée du magasin à dynamite et remettait des cartouches aux ouvriers qui se présentaient.

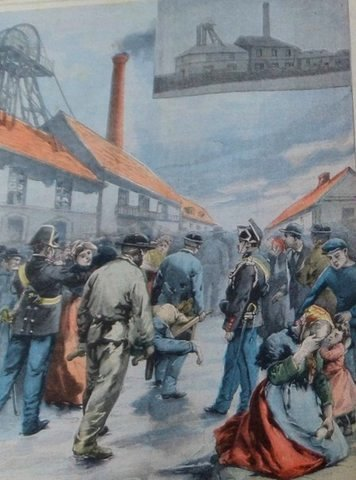
La catastrophe d'Aniche (Le Petit Parisien, dimanche 14 décembre 1900).

L'explosion projeta au loin tous les ouvriers. Un éboulement se produisit et ensevelit plusieurs d'entre eux : certains mineurs furent jetés sur le sol. Les mineurs qui attendaient en haut de la fosse le moment de descendre, furent avertis de la catastrophe par la fumée épaisse qui sortit du trou et à laquelle succédèrent des flammes qui montèrent jusqu'au haut du bâtiment et qu'aperçurent à trois kilomètres des gendarmes en patrouille.
On commença alors la remontée des blessés qui se lamentaient et on les reconduisit chez eux. Les morts furent exposés dans une salle voisine où les parents et les amis vinrent les reconnaître. Les cadavres étaient méconnaissables, les uns réduits en véritable bouillie ; d'autres littéralement scalpés, le ventre ouvert et les entrailles pendantes. Les premiers furent enlevés dans des sacs, tandis qu'on construisait rapidement pour les autres des cercueils qui s'alignèrent sur le carreau. Les morts furent successivement transportés à leur domicile.

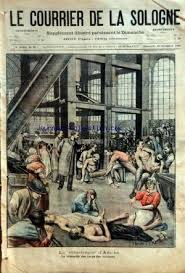
Le Courrier de Sologne.

### Premières constatations
À cinq heures et demie du soir, seize morts ont été remontés dont 13 par le puits Fénelon et 3 par la fosse Saint-Louis, communiquant entre eux.
Treize des ouvriers tués ont été reconnus. Il y a quatre blessés très grièvement ; le nombre des blessés légers n'est pas connu ; il doit être de trente à quarante.
Le sous-préfet de Douai est arrivé dans l'après-midi. Le parquet, composé du procureur général, du procureur de la République, de son substitut, du juge d'instruction et du capitaine de gendarmerie, est sur les lieux.
Pierre Baudin, ministre des travaux publics, a envoyé sur les lieux le sous-chef de son cabinet pour distribuer des secours et recueillir des renseignements sur les responsabilités engagées.

### Les victimes
En 2015, aucune stèle ou plaque ou monument ne commémore les victimes.
Les noms des morts se trouvent dans les actes de décès de l'état civil d'Aniche et de Somain d'où vient la majeure partie des tués. Parmi les blessés, un certain nombre habitaient Aniche.
- Hameau de la Renaissance (Somain): Louis Bertinchamps, Adolphe Brunet, Léon Copin, Henri Duriez, Florimond Moura, Désiré Pollet, Achille Tison, Gustave Tison[7]
- Somain-Ville : Eugéne Branche, Jules Cotton, François Dulieu, Auguste Fourdraine[7]
- Abscon : Joseph Koesler, Louis Jeux [7]
- Mastaing : François Carlier
- Fenain : Jules Bouriez, Adolphe Danel, Toussaint Degorre, Camille Dumortier, Joseph Lebon, Gustave Poulain[7]

Le bilan final de l'explosion d'un dépôt souterrain de dynamite a coûté la vie à vingt et un ouvriers et blessé onze autres.

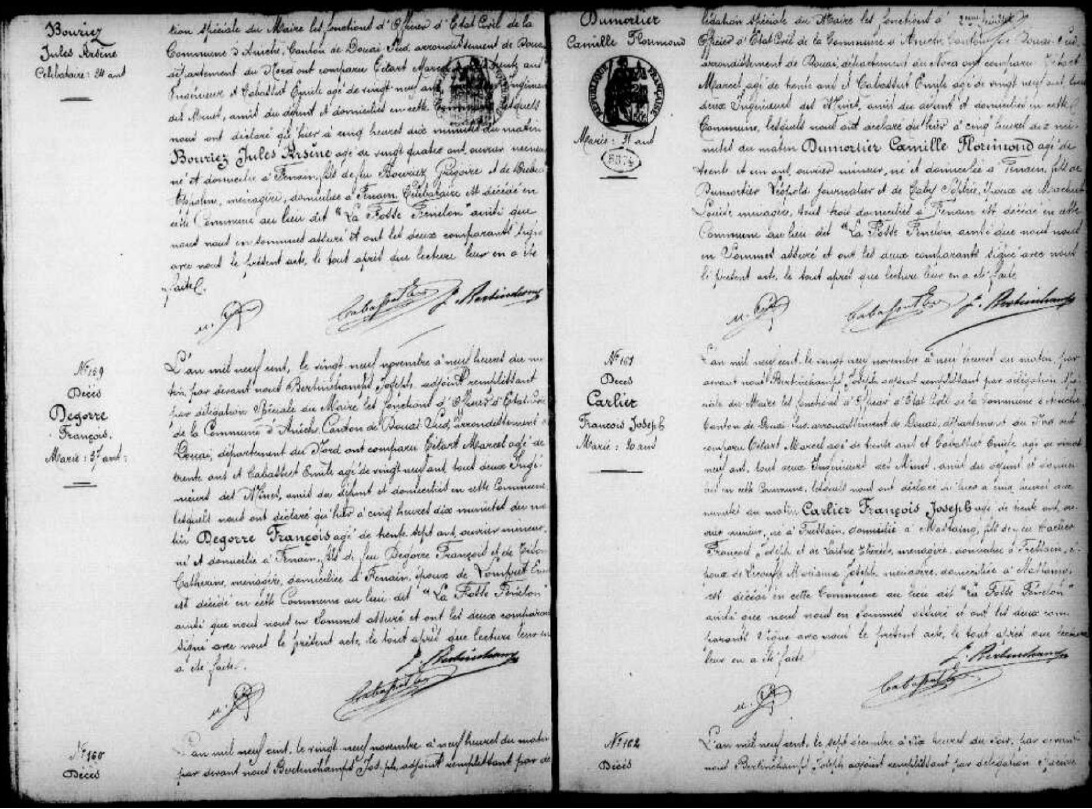
Aniche - Actes de décès décembre 1900 de 146 à 150 Bouriez Jules - Degorre François - Dumortier Camille- Carlier François
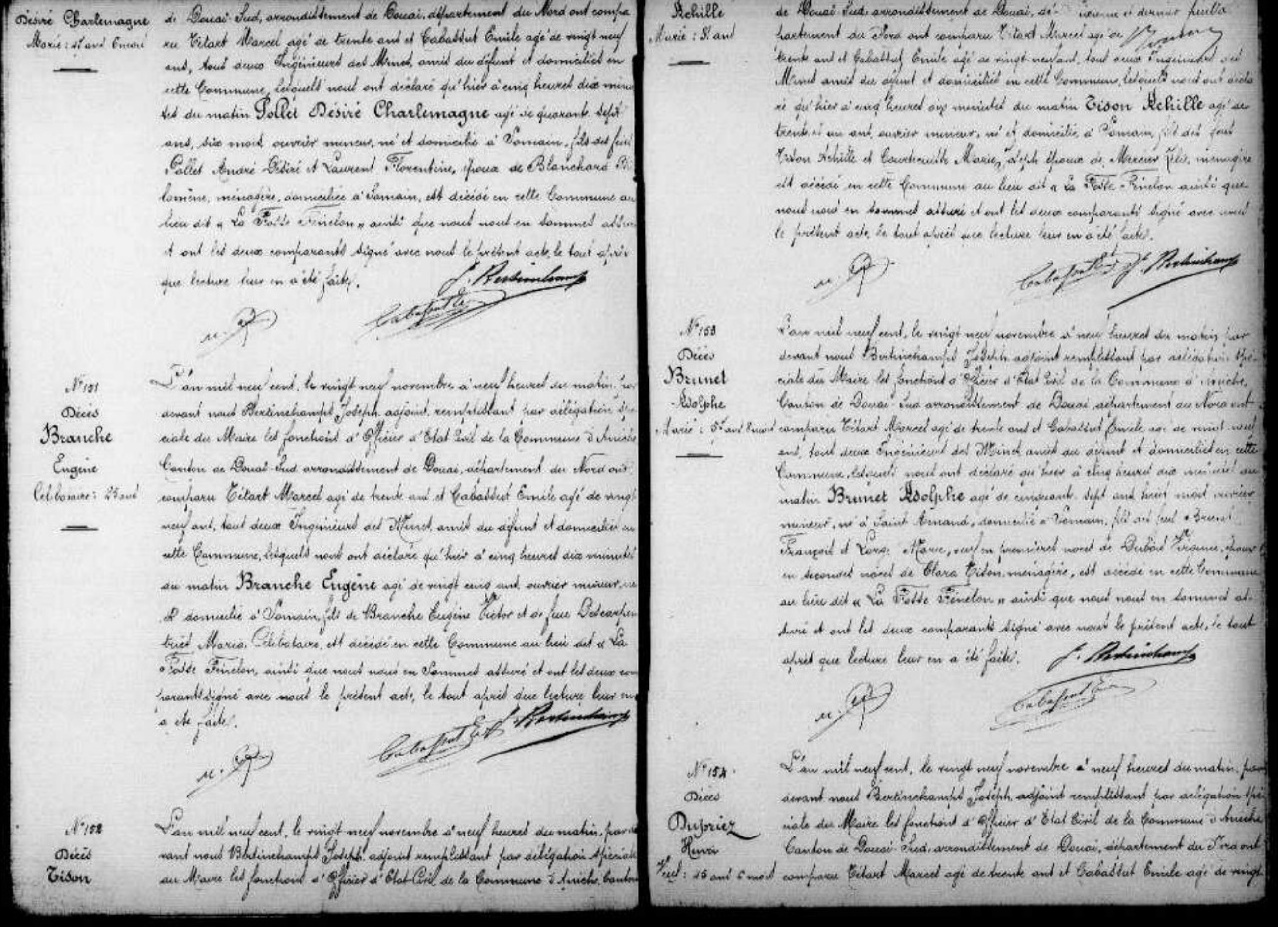
Aniche - Actes de décès décembre 1900 de 150 à 154 Désiré Charlemagne - Branche Eugéne - Tison Achille - Brunet Adolphe - Dupriez Henri
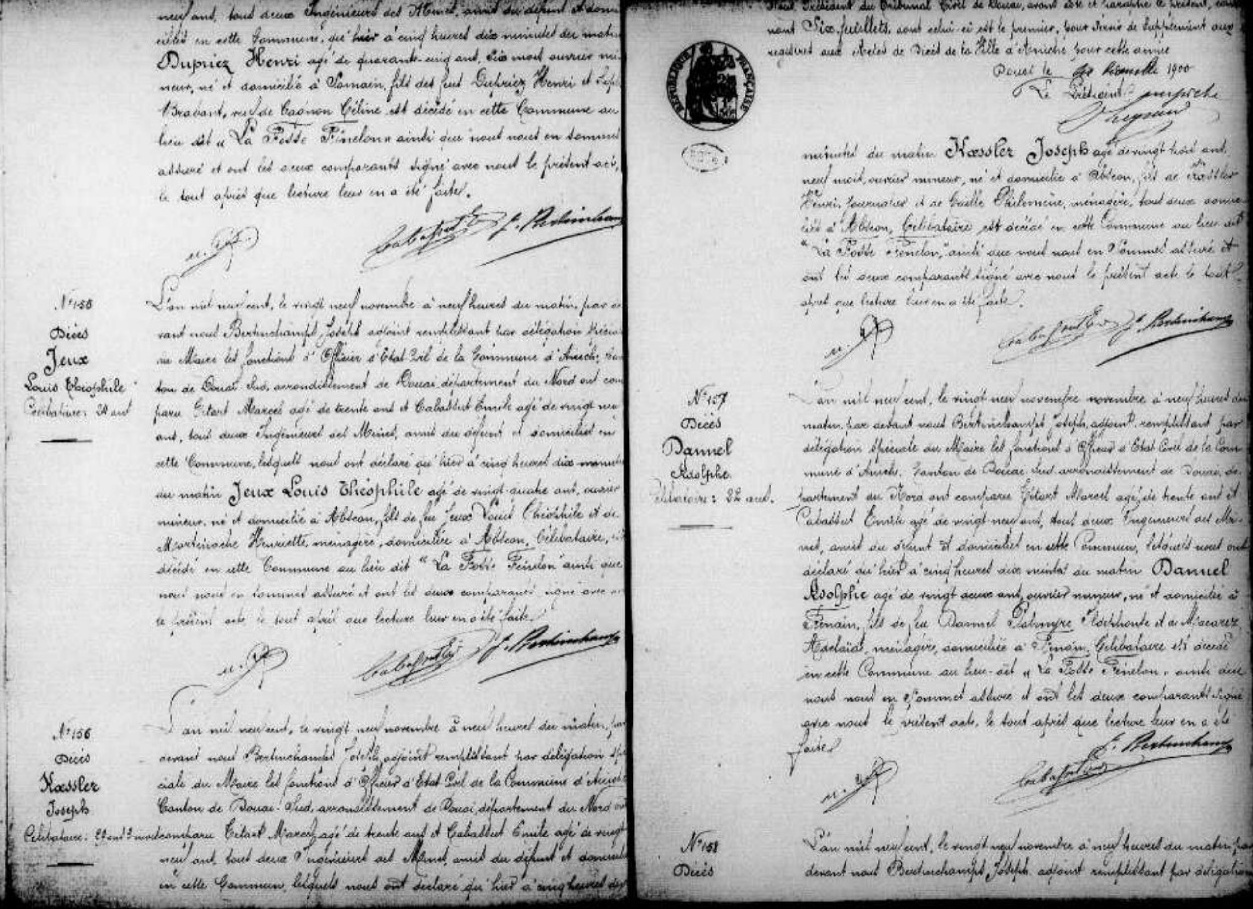
Aniche - Actes de décès décembre 1900 de 154 à 158 Dupriez henri -Jeux Louis - Koesler Joseph - Dannel Adolphe
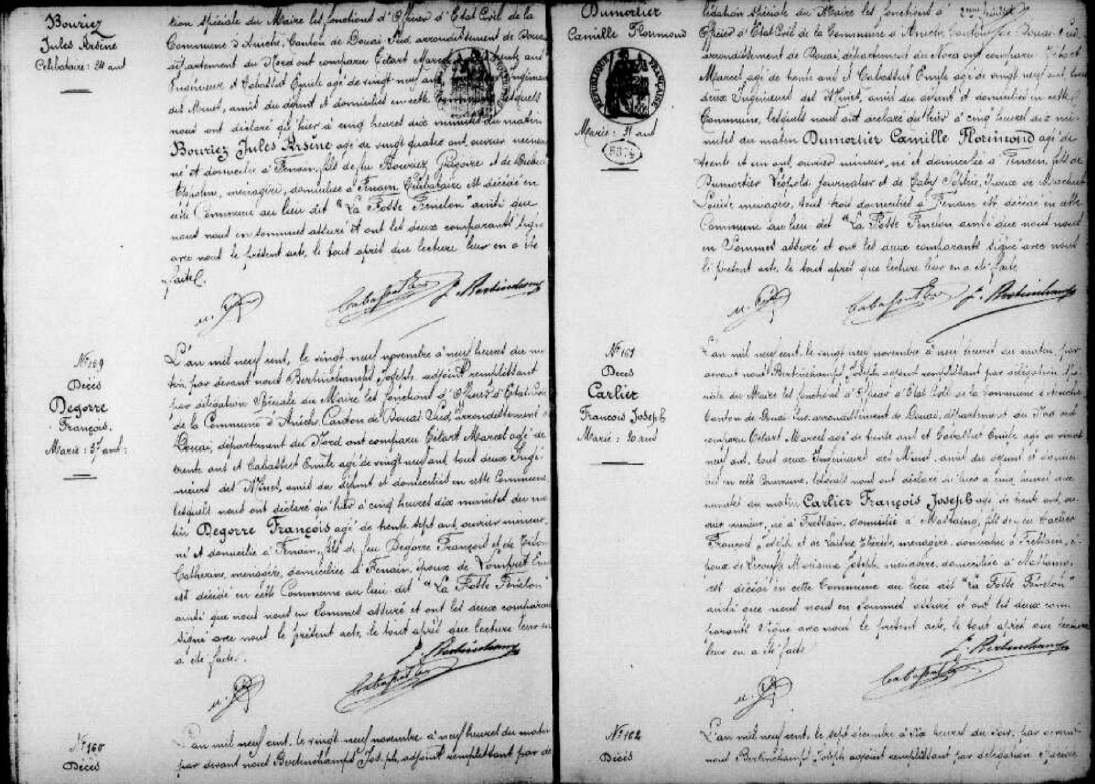
Aniche - Actes de décès décembre 1900 de 158 à 162 Bouriez Jules - Degorre François - Dumortier Camille - Carlier françois
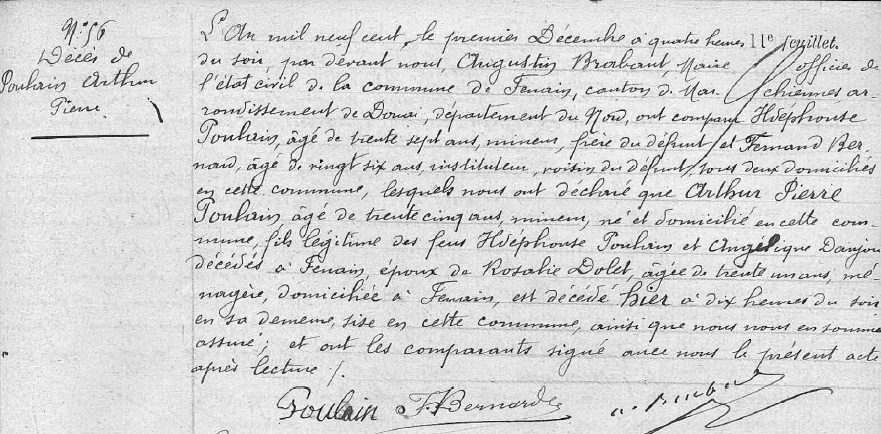
Fenain - Actes de décès 1 décembre 1900- Poulain Arthur
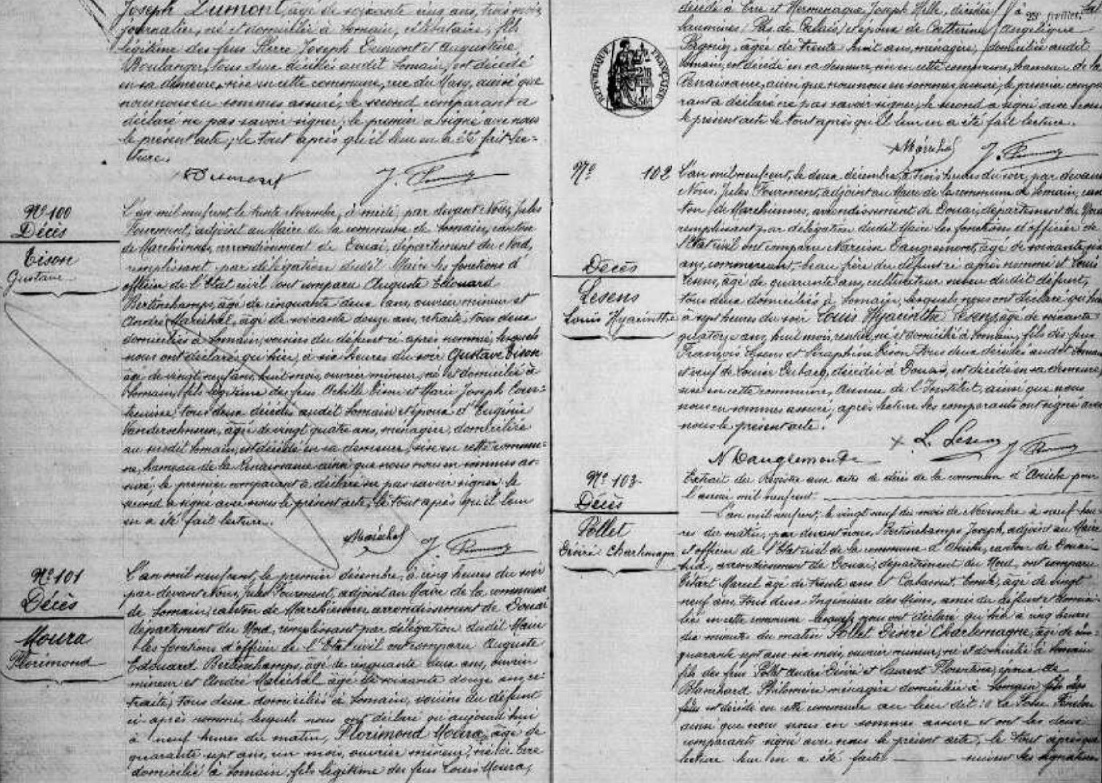
Somain - Actes de décès décembre 1900 de 101 à 103 Moura Florimond - Lesens Louis - Pollet désiré
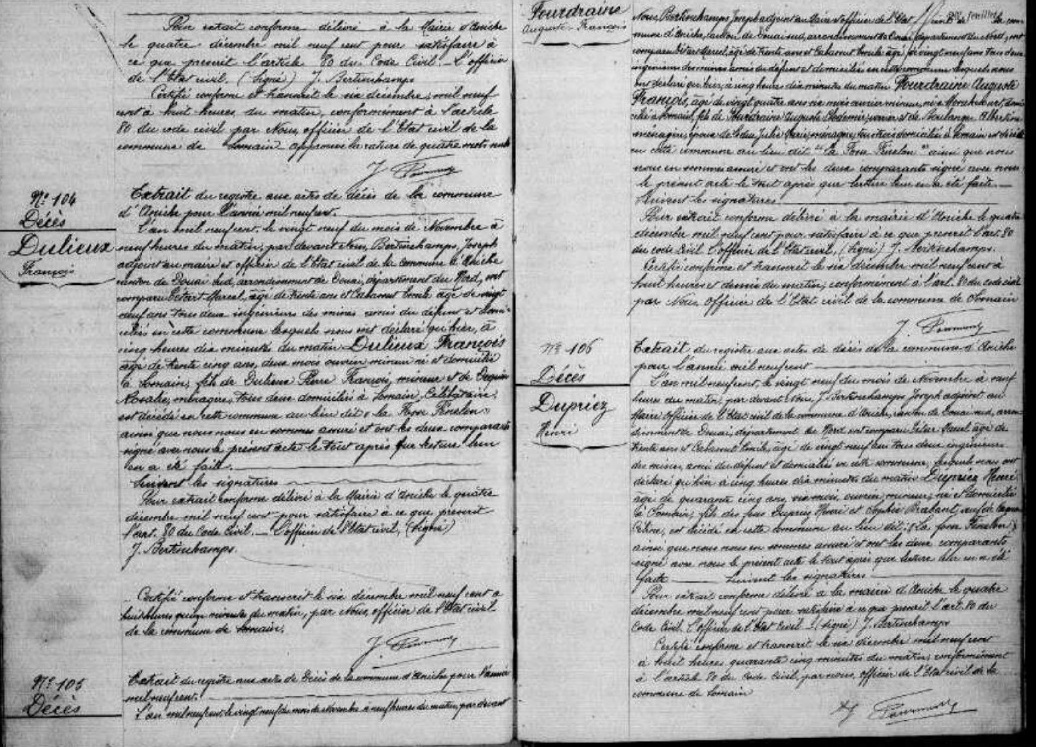
Somain - Actes de décès décembre 1900 de 104 à 106 Duieux François - Foudrain Auguste -Dupriez Henri
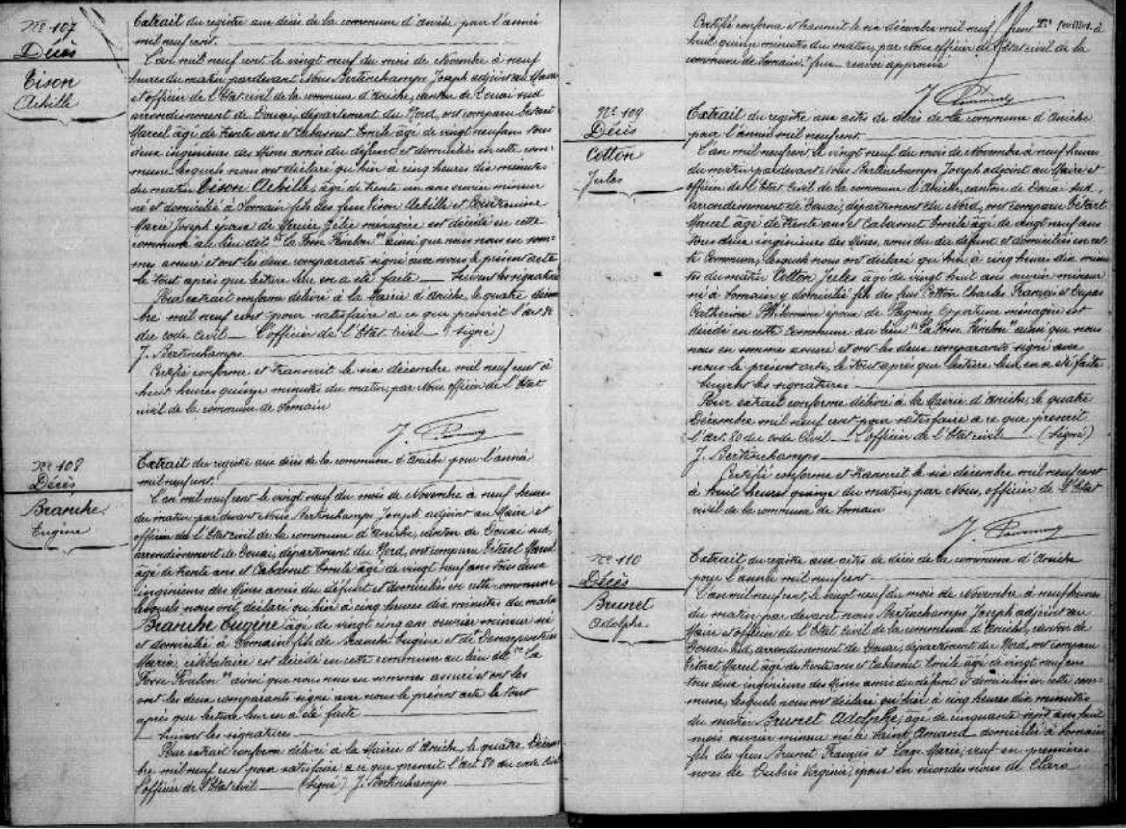
Somain - Actes de décès décembre 1900 de 107 à 110 Tison Achille - Branche Eugéne -Cotton Jules - Brunet adolphe
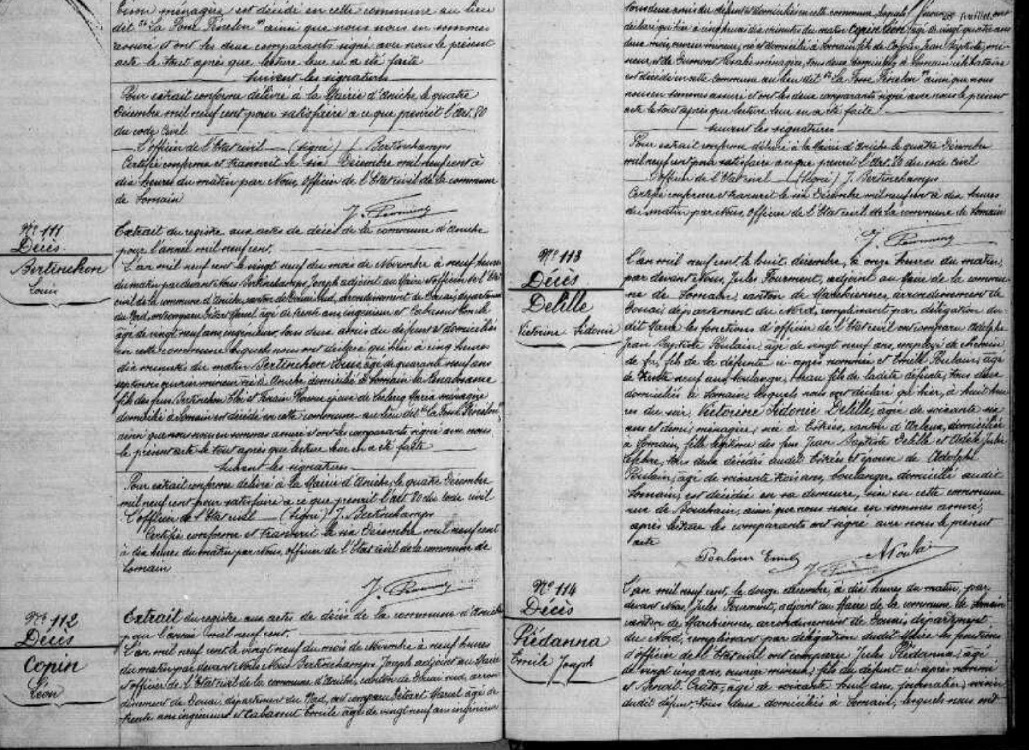
Somain - Actes de décès décembre 1900 de 111 à 114 Bertinchon Louis - Copin Léon

### Actes de dévouement
Au cours du sauvetage, il y a eu des actes de dévouement très louables : un jeune homme de 19 ans, nommé Leçu, qui avait été renversé par l'explosion, resta la journée entière dans la fosse pour dégager ses camarades, qu'il remonta et qu'il lava lui-même pour permettre de les reconnaître. Parmi les victimes, il retrouva ainsi le cadavre de son oncle.

### Les funérailles

#### Somain
La cérémonie de Somain se déroule le matin. Somain compte douze morts dont Eugène Branche, 20 ans, Jules Cotton, 28 ans, François Dulieu; 35 ans, Auguste Foudraine, 24 ans, Moura Floromind, 47 ans pour Somain-Ville Achille Tison, 31 ans, Gustave Tison, 29 ans, Henri Dupriez, 45 ans, Léon Copin, 24 ans, Adolphe Brunet, 57 ans, Désiré Pollet, 47 ans, Louis Bertinchamps, 49 ans pour le hameau de la Renaissance.
Les cercueils sont précédés du clergé par les enfants des écoles du centre et l'association des anciens élèves, de la fanfare municipale qui exécute des marches funèbres.
Le maire, le préfet, le procureur, des administrateurs des mines sont présents. Aux cimetières, M. Moché, président du syndicat des mineurs du Nord, harangue la foule en termes violents. Mr Lamendin, député, prend la parole au nom du Syndicat des mineurs du Pas-de-Calais adressant un adieu ému aux victimes. Des discours s'ensuivent

#### Somain: À la Renaissance
L'après-midi, les sept victimes seront conduites au cimetière. Portés à l'épaule des mineurs sur la route de la gare, c'est Henri Dupriez et son voisin Léon Copin. Rejoint par les cercueils de Gustave et Achille Tison, de Désiré Pollet, sur lequel est posé un uniforme de pompiers et enfin Louis Bertinchamps au son des marches funèbres. Un délégué du gouvernement et le préfet feront un discours aux grilles du cimetière.

#### Abscon
Jeux Louis, 24 ans, Koesler Joseph, 28 ans.
La concentration se fait sur la place de l'église derrière les cercueils de Joseph Koessler et de Louis Jeux portés à bras par des mineurs suivis par plus d'un millier de personnes dont de nombreuses femmes. Les officiels sont venus de Valenciennes. M. Evard, délégué des mineurs du Syndicat des mineurs du Pas-de-Calais, se défend de faire de la politique sur les tombes mais appelle les camarades à se grouper pour la défense de leurs intérêts. Il déplore qu'une dynamitière ait été placée sur le passage même des ouvriers.

#### Fenain
Bourriez Jules, 24 ans, Degorre François, 37 ans, Dumortier Camille, 31 ans, Danel Adolphe 22 ans.
M. Poulain Athur, 37 ans, de Fenain décède à son domicile et est enterré le 3 décembre.

#### Mastaing
Carlier François, 30 ans.

### L'enquête

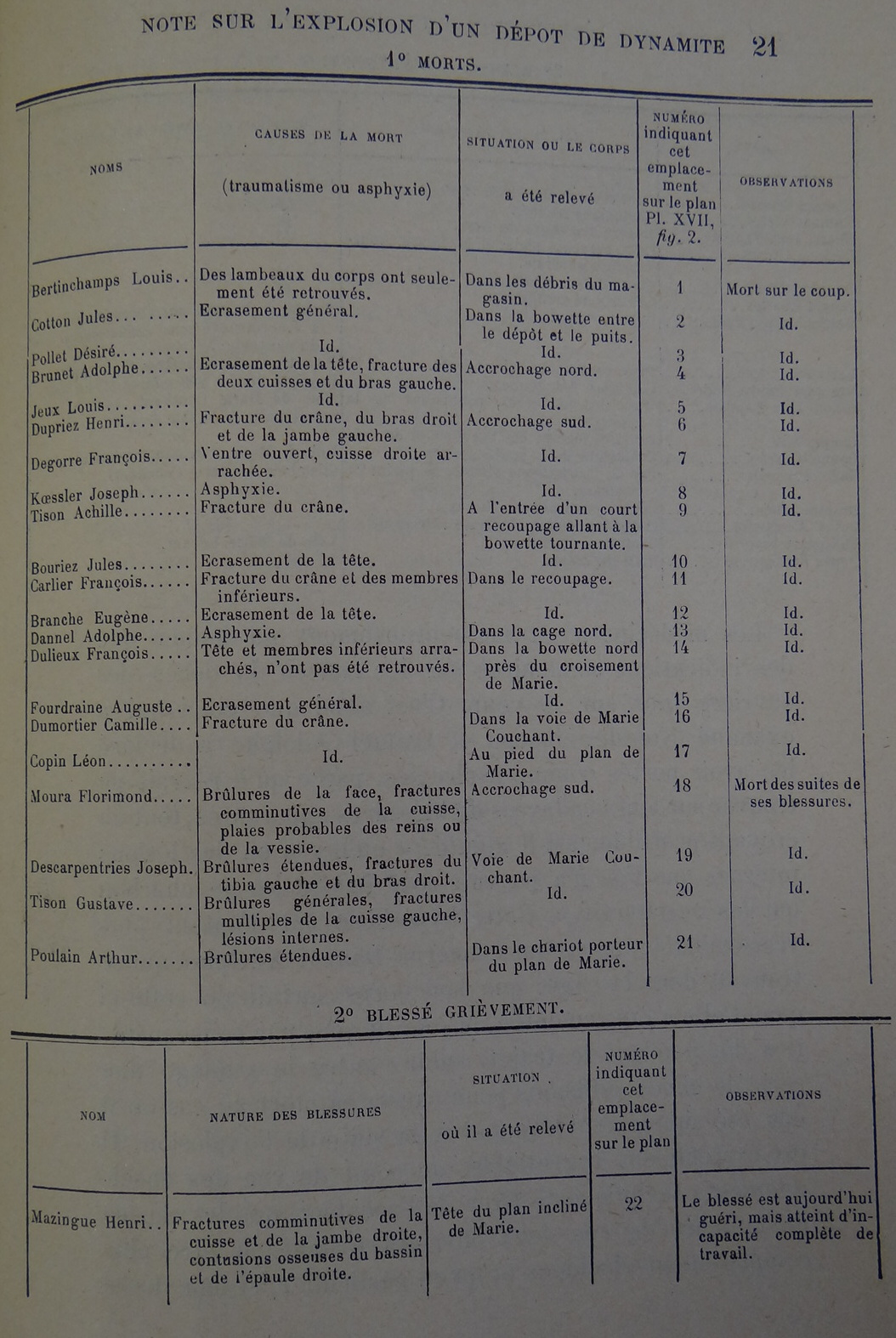
Aniche - fosse fénelon - note sur le dépôt souterrain de dynamite- tableau des tués et causes.

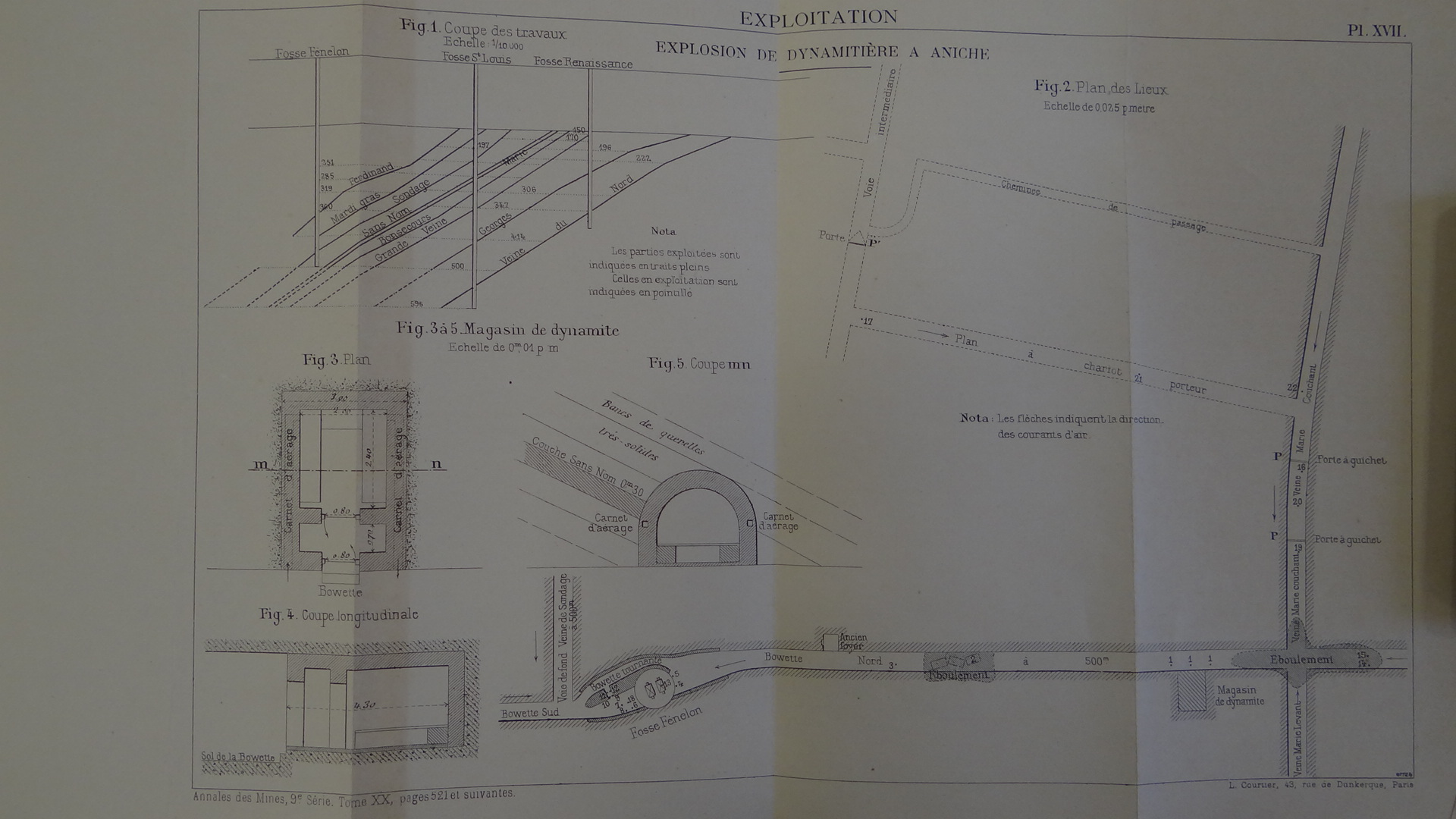
Aniche - fosse Fénelon - note sur le dépôt souterrain de dynamite- Plan.

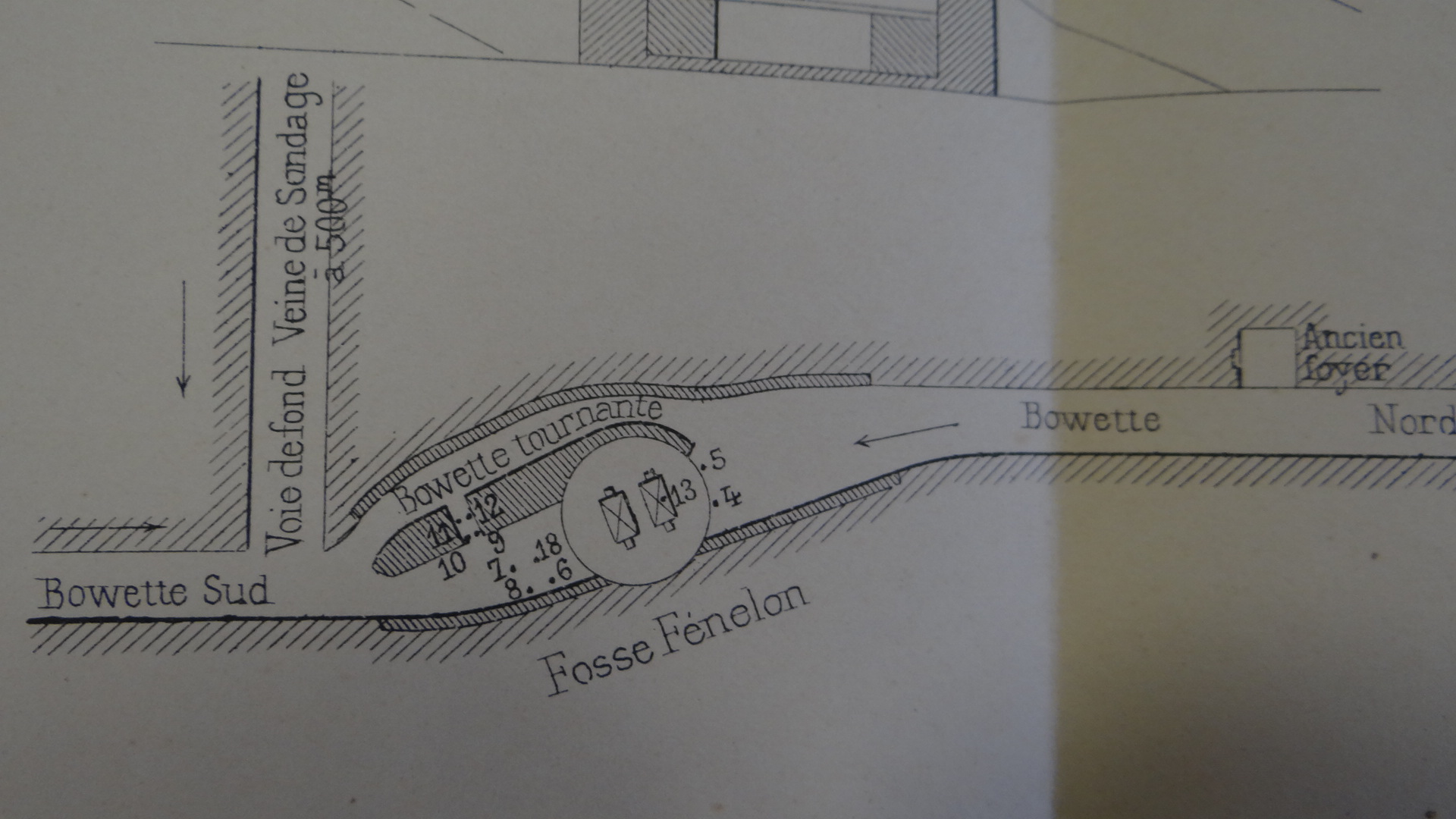
Aniche - fosse Fénelon - note sur le dépôt souterrain de dynamite- Plan.

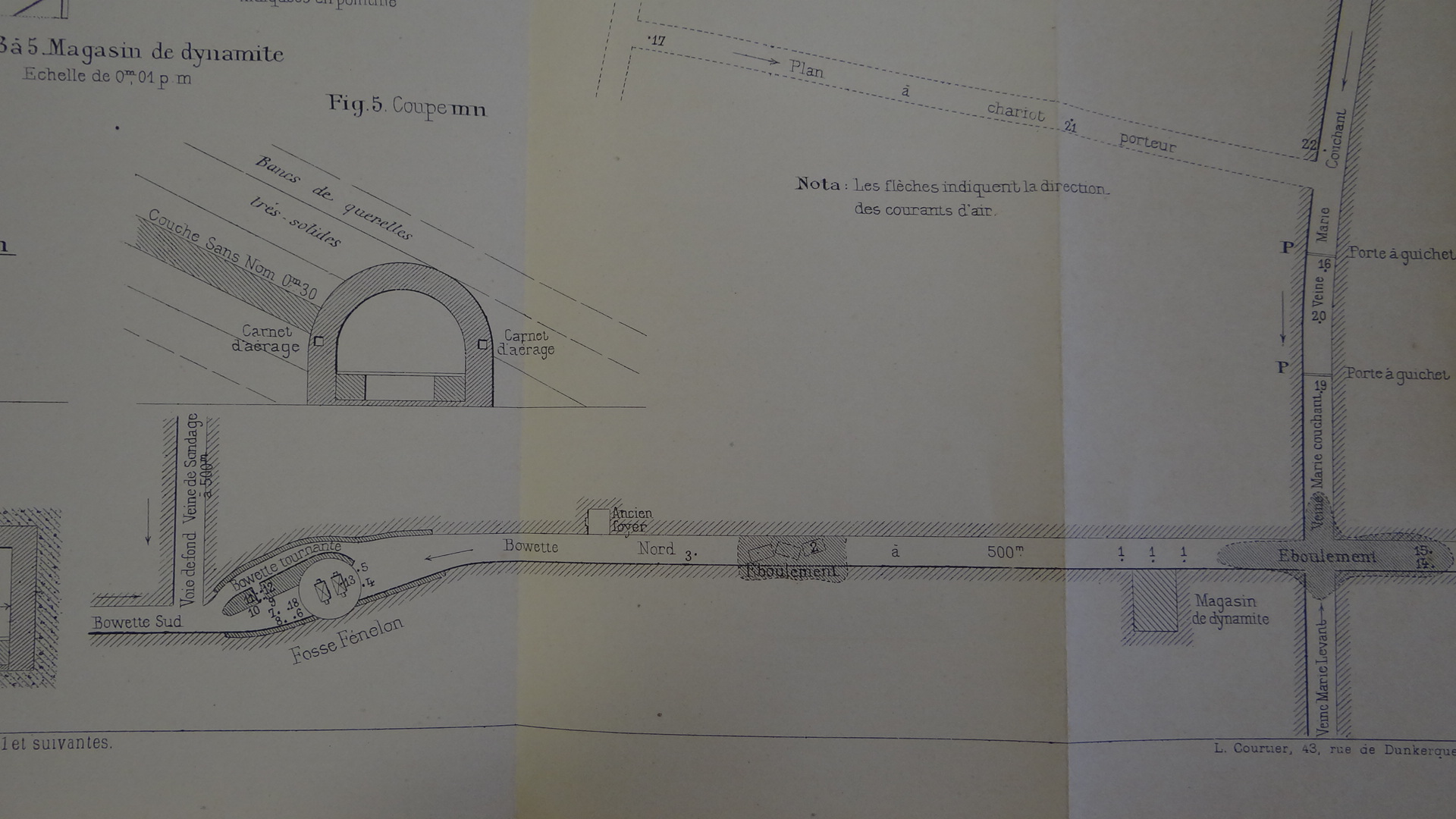
Aniche - fosse Fénelon - note sur le dépôt souterrain de dynamite- Plan.

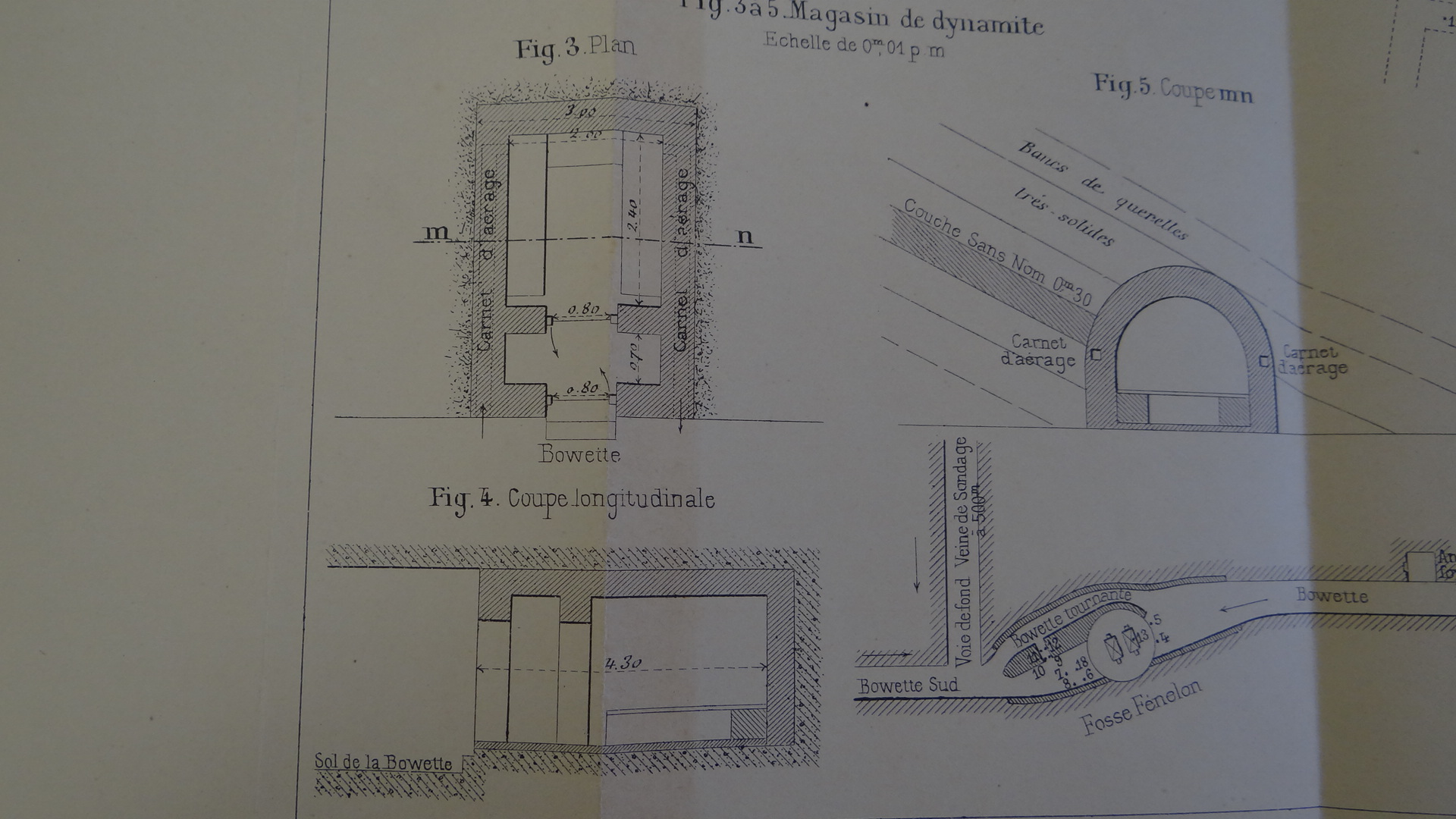
Aniche - fosse Fénelon - note sur le dépôt souterrain de dynamite- Plan.

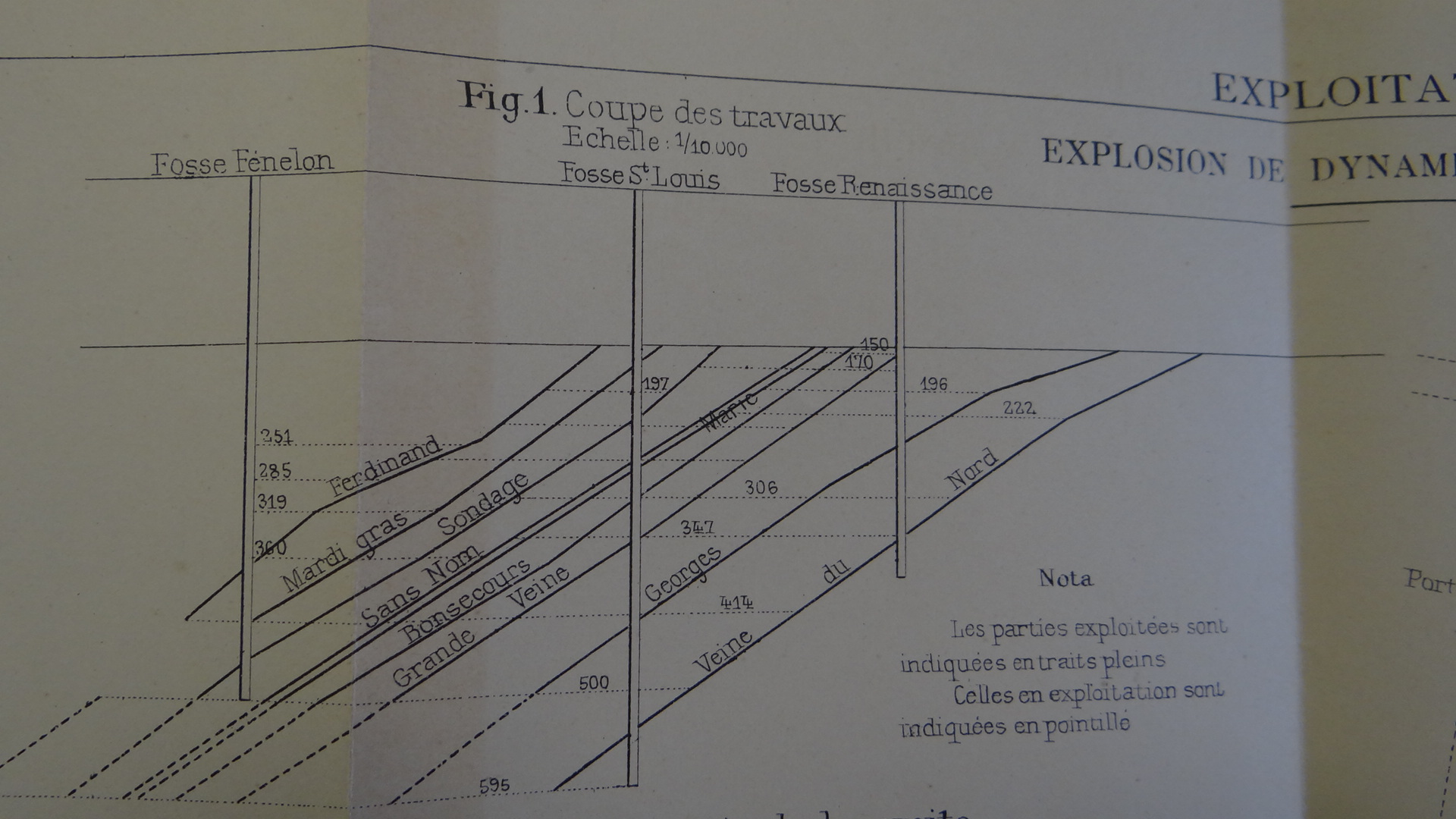
Aniche - fosse Fénelon - note sur le dépôt souterrain de dynamite- Plan.

L'enquête immédiatement ouverte sur les causes de l'explosion d'Aniche par le sous-préfet, le parquet de Douai ainsi que par le juge de paix, sera particulièrement difficile, les témoins étant morts. L'enquête donnera dix-sept tués sur le coup, un blessé grave et dix-sept blessés légers. Les dégâts matériels sont qualifiés d'insignifiants, le magasin et deux éboulements.
Le magasin de dynamite se situe au niveau -500 mètres et à 52 mètres de la fosse sur la bowette Nord servant de sortie d'air par aération naturelle de la fosse Saint-louis
De jour, 250 ouvriers prennent la bowette Nord pour atteindre les veines Georges, Grand Veine, Bonsecours ou Marie. La bowette sud est utilisée par 80 ouvriers pour les veines Sondage et Ferdinand. Leur section est de l'ordre de 3 m2 précisant 3,30 m2 entre la dynamitière et la fosse
Le magasin a été construit dans une niche de 3 m de large et 4,30 m de profondeur sous un banc de quenettes (grès) de 7 à 8 m d'épaisseur. Il est maçonné et vouté constitué d'un sas de 70 cm et d'un magasin de 2,40 m fermé par deux portes de bois de chêne de 4 cm. Les caisses d'explosifs déposées sur trois planches appuyées sur des banquettes maçonnées. L'explosif utilisé est de la dynamite-Gomme dont 133 kilos étaient stockés dans le magasin avec 115 kg de grisoutine B. La distribution des cartouches par rotation d'ancienneté était assurée par Louis Bertinchamps, il ne donne des cartouches de dynamite qu'aux mineurs non porteurs de capsules.
La grisoutine B était constituée de 12 % de dynamite-Gomme et 88 % d'azotate d'ammoniaque. Les capsules de fulminate était stockées au jour dans une armoire du bureau du chef porion. La distribution des capsules se faisait avant la descente des ouvriers et placées dans des boites métalliques placées dans les vêtements. La dernière livraison de grisoutine B date d'août et celle de dynamite du 13 septembre 1900 ; les deux provenaient de la dynamiterie Nobel d'Ablon,

### Le procès
Le tribunal correctionnel de Douai a rendu jeudi 14 mai 1901 son jugement dans l'affaire de la catastrophe d'Aniche.
« Quant aux infractions sur les explosifs, le constat dressé tient de la peccadille en comparaison d'une précédente catastrophe. Le 28 novembre 1900, la mine Fénelon d'Aniche a sauté, faisant 21 victimes à la suite de l'explosion à 500 m de profondeur, d'un dépôt illégal de 258 kilogrammes de dynamite.
Toutes les hypothèses examinées par ces commissions ne fournissent que des causes à la fois petites, sans rapport avec l'effet gigantesque, et tout à fait communes: toutes les pratiques professionnelles mises en cause sont fréquentes, il n'y a pas eu de manquement grave aux règlements habituels. L'ingénieur du Service des Mines a légalement les attributions de l'inspecteur du travail pour les travaux souterrains : la catastrophe du 28 novembre 1900 à Aniche mettait bien en rapport une infraction importante aux règlements et une catastrophe.
Les paramètres qui sont déterminants n'étaient pas instrumentalisés par les Services de Sûreté. La notion de responsabilité était attachée à l'existence d'une "réglementation précise", comme l'indiquent les attendus du jugement faisant suite à l'explosion de la fosse Fénelon à Aniche en 1900. Les tribunaux sanctionnent les infractions à une production réglementaire du Service des Mines qui a sa logique propre et se désintéresse de ces paramètres sans qualité d'une atmosphère chargée par les fumées, des odeurs désagréables d'un feu et de la multitude indistincte des fines poussières de charbon.
"Pas de cause exacte": il fallait beaucoup trop pour qu'il y ait une "cause exacte". »
Paul Lemay, directeur de la compagnie des mines d'Aniche est condamné à 400 francs d'amende MM. Barillon et Noblet, ingénieurs, à 200 francs d'amende.

## Réactions

### Politiques
Émile Basly, député maire de Lens, intervient le 30 novembre à la chambre des députés en questionnant M. Bauduin le ministre des travaux publics. Basly rend responsable la Compagnie des mines d'Aniche le dépôt de dynamite se trouvant à peine à trente mètres de l'orifice du puits et à proximité du vestiaire des mineurs. Le ministre lui répondant que les conditions de l'explosion ne sont pas encore connues et que le stockage au fond est plus sécurisé qu'en surface.

### Législatives
Le stockage principal d'explosif doit être en surface celui du fond étant limité à 100 kilos. Mais les ingénieurs mettent en avant les risques accrus de manipulations et de variations de température.
« L'emploi des dépôts souterrains dont la température est sensiblement constante avait été un grand progrès pour l'exploitation des mines, mais à la suite de la catastrophe d'Aniche, l'administration limita à 100 kg le poids des explosifs à introduire dans les nouveaux dépôts souterrains ; cette limitation à une aussi faible quantité amène à une circulation quotidienne des explosifs sur les voies ferrées et à des manutentions constantes. Ces transports, ces manipulations et l'impossibilité de dégel naturel constituent un danger bien plus grand que celui qu'on a voulu éviter en limitant les dépôts à 100 kg. »
C'est sous l'influence de ces considérations que les mines d'Anzin entreprennent des essais sur le programme suivant : Chercher le point de congélation de la dynamite-gomme.

### Mouvement Libertaire
Jean Grave, membre important du mouvement anarchiste français, s'exprime sur la catastrophe d'Aniche le 15 décembre 1900 :
« Parmi les victimes de l'accident du Sud-Express, figure le duc de Canevaro, ministre du Pérou.
J'ignore en quoi cette victime est plus intéressante que les autres; mais le gouvernement a décidé que c'est nous qui paierions les obsèques de ce précieux personnage. Une demande de crédit de 9 000 francs a été déposée.
Par contre, quatre-vingts familles de travailleurs ayant été plongées dans la misère par suite de la catastrophe d'Aniche, le gouvernement n'a trouvé que mille francs à leur envoyer. Le cadavre d'un ministre est certainement plus précieux que la vie de quatre-vingts travailleurs. »

### Analyse - Les caprices de la dynamite
« Si, l'autre semaine, le président Paul Krüger n'avait pas monopolisé l'attention des foules, l'effroyable catastrophe d'Aniche n'aurait pas manqué de provoquer une consternation universelle. Le fait est qu'il y avait de quoi. Mais comme les foules, simplistes et badaudes, ne savent pas courir deux attendrissements à la fois, il ne leur restait plus, au retour de l'hôtel Scribe, assez émotivité disponible pour s'apitoyer sur les pauvres diables, si bêtement écrabouillés là-bas, par une pétarade insolite, dans les ténèbres d'une mine qui n'est même pas une mine d'or. Le drame vaut pourtant la peine qu'on s'y intéresse, non seulement à cause de son horreur, mais encore et surtout à cause du mystère qui s'y attache. Sans doute, dans les charbonnages, les accidents ne sont pas rares, et les forçats volontaires qui, chaque jour, pour alimenter l'industrie de ce diamant noir qui est son pain quotidien, y affrontent plus ou moins consciemment l'incendie, l'inondation, le grisou, etc., semblent n'avoir que le choix entre différents genres de mort. Il ne me souvient pas cependant d'avoir jamais encore entendu parler d'une explosion de dynamite, au moins d'une explosion de semblable envergure, et, à ce compte, le désastre de l'autre jour est peut-être sans précédent. »
« Parmi ces hypothèses, il en est une qu'il faut, à mon humble avis, résolument écarter tout d'abord. C'est l'hypothèse d'un attentat renouvelé de « Germinal ».
La réalité, d'ordinaire, est beaucoup plus simple, beaucoup plus banale. Il y a donc quatre-vingt-dix-neuf chances sur cent pour que cette fois encore il en ait été ainsi. Les puissants explosifs modernes, quels qu'ils soient, présentent tous de graves inconvénients. Pas un qui n'ait les défauts de ses qualités, les vices de ses vertus. Prenez, par exemple, la dynamite précisément à Aniche elle était en cause qui est le type le plus connu, la personnification populaire et le symbole. Assurément, la dynamite, qu'on a surnommée « la charrue du mineur », est un incomparable outil, mais c'est un outil dangereux, avec lequel on ne saurait prendre, même avant la lettre, trop de précautions.
En apparence, parbleu, rien n'est plus inoffensif qu'une cartouche de dynamite. Bref, elle ne doit détoner que quand on fait éclater une amorce spéciale au sein de sa masse. C'est pour cela que dans les mines, à Aniche comme partout, les capsules ne sont pas emmagasinées dans le même local que les cartouches. C'est en haut, d'ordinaire, dans les bâtiments de la surface, qu'on les tient en réserve, et elles ne sont distribuées aux mineurs qu'au fur et à mesure des besoins du travail, juste au moment de s'en servir.
La vérité est et ici nous entrons en plein dans le vif du sujet qu'elle ne résiste pas plus au choc, quoi qu'on en dise, qu'elle ne résiste à la chaleur. Elle ne résiste effectivement au choc que quand elle est fraiche. Or, la dynamite est essentiellement un composé instable, qui n'a rien de commun avec le vin de Bordeaux. Loin de se bonifier en vieillissant, elle tend, au contraire, avec l'âge, à se décomposer « proprio motu ». Elle « pourrit » pour ainsi dire ici la façon d'un fruit trop mur. Elle est alors dans un état de « tension chimique » qui la met à la merci du moindre hasard. Elle a tôt fait de s'acidifier, et avec la dynamite acidifiée tout est à craindre.
On a ainsi une sorte de pâte dont la puissance n'est guère inférieure à celle de la nitroglycérine, mais ayant tout de même l'avantage de ne pas péter pour un oui ou pour un non, à tort et à travers.
Malheureusement, lorsque la dynamite est trop vieille, lorsqu'elle est gelée, lorsqu'elle a été longtemps exposée à l'humidité, lorsque, pour une raison quelconque, elle commence à se décomposer spontanément, à s'aigrir (sans métaphore), à se corrompre, cette altération se traduit immédiatement par une exsudation de la nitroglycérine, son âme fulgurante, qui vient se déposer à la surface sous les espèces et apparences d'efflorescences ou de cristaux affectant parfois des formes charmantes et des nuances exquises. Or, quand il y a exsudation de la nitroglycérine, il suffit du moindre choc, de la moindre secousse, du moindre frôlement une porte qu'on ferme, un meuble qui tombe parfois même une simple élévation de température pour que tout flambe et que tout saute.
Il s'ensuit que la prudence la plus élémentaire commande de visiter de temps en temps la soute aux cartouches, comme on visite un fruitier, pour vérifier si rien ne se gâte. Cela devait se faire à Aniche, mais peut être le malheureux porion chargé de ce soin n'y a-t-il pas regardé d'assez près. Sa négligence, hélas! lui aura coûté cher, puisqu'il y a laissé sa peau, tellement volatilisée c'est le mot exact qu'on n'en a même pas retrouvé assez de traces pour individualiser son cadavre. On frémit en se représentant l'épouvantable ouragan provoqué dans un dédale d'étroits couloirs souterrains, au fond d'un puits de 500 mètres, comme qui dirait dans lame d'un canon géant, par la déflagration subite d'un gros tas d'une marchandise dont un seul kilogramme provoque, en éclatant, dans la centième partie de la durée d'un clin d'œil, le déplacement de cent cinquante mille mètres cubes d'air, avec l'accompagnement obligé d'oxyde de carbone et de vapeurs nitreuses!
On a parlé au jugé, bien entendu, et de choc d'une lourde porte de fer qui aurait pu être brusquement fermée par un courant d'air. Ce n'est pas impossible, mais il m'en fallait pas tant!
Songez, d'ailleurs, qu'il suffit d'une seule cartouche suspecte pour déchainer la foudre et pour l'aire détoner à l'unisson toute la provision, comme si je ne sais quel magnétisme occulte en solidarisait à distance toutes les molécules, au point d'en faire, en dépit d'apparentes solutions de continuité, une seule et unique traînée de poudre. C'est ce que les pyrotechniciens appellent, dans leur argot pittoresque, l'explosion « par sympathie ».
Peut-être s'agit-il simplement d'une imprudence imbécile – d'un ouvrier, par exemple, faisant joujou, par pose ou par distraction, par sottise ou par folie, avec une cartouche tout amorcée. Ne criez pas l'invraisemblance Quand on. sait combien l'habitude quotidienne du danger tourne tôt à l'inconscience, quand on a vu des mineurs ouvrir leur lampe pour allumer une cigarette au fond d'une galerie où le grisou grésille dans les coins sombres, on doit, à cet égard, tout supposer et s'attendre à tout. · »